# Dietmar Feucht
Dietmar Feucht (* 28. Dezember 1967) ist ein ehemaliger deutscher Fußballspieler.

## Sportlicher Werdegang
Feucht spielte in der Jugend beim ehemaligen Zweitligisten BSV Schwenningen sowie später beim FV St. Georgen. 1989 wagte er vom Amateurklub den Sprung in die 2. Bundesliga und schloss sich dem SV Darmstadt 98 an. In der Hinrunde der Zweitliga-Spielzeit 1989/90 gehörte er unter Trainer Dieter Renner regelmäßig an Spieltagen zum Mannschaftskader, wobei er zwischen Startformation und Ersatzbank wechselte. Nachdem der im Abstiegskampf befindliche ehemalige Erstligist Ende März einen Trainerwechsel zu Uwe Ebert vollzogen hatte, kam er nicht mehr zum Einsatz. Daraufhin verließ er nach 14 Zweitligaspielen den Klub nach nur einer Saison wieder.
Feucht wechselte in die Oberliga Baden-Württemberg, wo er sich dem SC Pfullendorf anschloss. Nach zwei Spielzeiten zog er innerhalb der Liga zum 1. FC Pforzheim weiter, bei dem er in der Spielzeit 1992/93 mit zwölf Saisontoren auf Anhieb torgefährlichster Angreifer war und sich in der Top 10 der Torschützenliste der Meisterschaft platzierte. Bis zur Winterpause in der folgenden Saison erzielte er in 18 Spielen zehn Tore, daraufhin wechselte er zum ambitionierten Ortsrivalen VfR Pforzheim. Dort erzielte er bis zum Saisonende in sieben Spielen fünf Tore, aufgrund der Einführung der Regionalliga als neuer dritthöchster Spielklasse und der Berücksichtigung der Ergebnisse der letzten drei Spielzeiten verpasste der erst zwei Jahre zuvor aufgestiegene Klub im Sommer 1994 die Qualifikation. In der Oberliga-Spielzeit 1994/95 wurde Feucht mit 13 Toren Torschützenkönig, als Tabellenzweiter verpasste die Mannschaft jedoch den direkten Aufstieg und nahm an der Relegationsrunde zur Regionalliga Süd teil. Nach einem deutlichen 4:0-Erfolg über die SpVgg Bayreuth im Erst-Runden-Spiel trafen die Badener auf die Amateurmannschaft des Bundesligisten Eintracht Frankfurt, im Sandhausener Hardtwaldstadion war der spätere Eintracht-Profi Matthias Hagner mit drei Toren Matchwinner und führte die Hessen mit einem 3:1-Erfolg in die Regionalliga.
Nach der verpassten Regionalliga-Teilnahme zog der von finanziellen Problemen geplagte VfR Pforzheim seine Wettkampfmannschaft aus der Oberliga zurück. Feucht wechselte gemeinsam mit seinem Mannschaftskameraden Klaus Mirwald daraufhin zum Regionalliga-Aufsteiger SV Sandhausen, hinter dem sie mit den Pforzheimern Vizemeister geworden waren. Hier war er mit 13 Saisontoren in der von Hans-Jürgen Boysen trainierten Mannschaft mit Abstand der torgefährlichste Spieler, insgesamt erwies sich die Liga jedoch als zu stark und als Drittletzter des Endtableaus der Regionalliga-Süd-Spielzeit 1995/96 stieg der Klub direkt wieder ab. Dabei hatte die Mannschaft zu Saisonbeginn noch für Furore gesorgt, als der VfB Stuttgart in der ersten Runde des DFB-Pokal 1995/96 im Elfmeterschießen besiegt wurde. Feucht verwandelte hier den 13. Elfmeter für seinen Klub, ehe Hendrik Herzog nach zwölf verwandelten VfB-Strafstößen entscheidend verschoss. Bei der 1:2-Heimniederlage gegen den Zweitligisten FC Homburg in der zweiten Runde hatte Feucht den Ehrentreffer für die Nordbadener erzielt. Anschließend wechselte er zur SGK Heidelberg in die Oberliga Baden-Württemberg, mit der er am Ende der Spielzeit 1996/97 aus der Viertklassigkeit abstieg.